# بازداشت مایکل اسپاور و مایکل کووریگ
بازداشت مایکل اسپاور و مایکل کووریگ (انگلیسی: Detention of Michael Spavor and Michael Kovrig) واقعه‌ای است که در دسامبر ۲۰۱۸ در خصوص دو شهروند کانادایی به اسامی مایکل اسپاور و مایکل کووریگ در جمهوری خلق چین صورت گرفت. بازداشت آنها در ۱۰ دسامبر به موجب کیفرخواستی بود که متعاقب آن مطرح شد، در تاریخ ۱ دسامبر بر اساس قانون اسرار دولتی، این اقدام یک اقدام تلافی‌جویانه چین برای دستگیری منگ وانژو معاون رئیس هیئت مدیره و رئیس امور مالی (CFO) شرکت بزرگ چینی هواوی علیه کانادا بود، نمونه‌ای از دیپلماسی گروگانگیری. این دو شریک اغلب و به زبان عامیانه به دو مایکل معروف هستند.
پس از بازداشت، این افراد به بازداشتگاهی منتقل شدند که تا هشت ساعت در روز مورد بازجویی قرار می‌گرفتند. گزارش شده‌است که چراغ‌های سلول‌های آنها ۲۴ ساعت شبانه روز روشن بوده و دسترسی آنها به مقامات کنسولی و وکلای آنها ممنوع شده بود. مایکل کووریگ قبل از بازداشت و دستگیری برای گروه بحران بین‌المللی در خارج از دفتر هنگ کنگ کار می‌کرد. وی قبلاً در سازمان ملل متحد فعالیت داشت و به عنوان یک دیپلمات کانادایی شاغل بود. مایکل اسپاور مشاور و مدیر تبادل فرهنگی پاکائو بود، سازمانی که سرمایه‌گذاری و گردشگری را در کره شمالی ترویج می‌نماید.
در ۲۴ سپتامبر ۲۰۲۱، نخست‌وزیر کانادا جاستین ترودو اعلام کرد که مایکل کووریگ و مایکل اسپاور پس از ۱۰۱۹ روز بازداشت و اندکی پس از آزادی منگ وانژو، مدیر هواوی از حصر خانگی در کانادا از زندانی در چین آزاد شدند. .

## تاریخچه
بازداشت مایکل کووریگ و مایکل اسپاور به دنبال دستگیری منگ وانژو توسط مقامات کانادایی انجام شد. منگ، مدیر ارشد مالی غول مخابراتی چینی هواوی بود که توسط پدرش رن ژنگفی تأسیس شد. بر اساس معاهده استرداد بین کانادا و ایالات متحده آمریکا، وی به درخواست ایالات متحده در فرودگاه بین‌المللی ونکوور توسط پلیس سواره‌نظام سلطنتی کانادا (RCMP) دستگیر شد. در ۲۸ ژانویه ۲۰۱۹، وزارت دادگستری ایالات متحده (DOJ) اتهام کلاهبرداری مالی علیه منگ را اعلام کرد. در صورت اثبات جرم، منگ به‌طور بالقوه تا ۱۰سال زندان مطابق قانون جنایی آمریکا محکوم می‌شود.